# Янтарне (Курманський район)
Янта́рне (до 1945 року — Ташли́-Даї́р; крим. Taşlı Dayır) — село Курманського району Криму, центр Янтарненської сільської ради.

## Історія
Біля Янтарного виявлено залишки поселення доби міді, скіфський могильник.
Перша документальна згадка села зустрічається в Камеральному Описі Криму… 1784 року, судячи по якому, в останній період Кримського ханства Ташли-Даір входив в Даірській кадилик Акмечетського каймканства. Після приєднання Криму до Російської імперії 8 лютого 1784 року, село було приписане до Перекопському повіту Таврійської області. Після Павловських реформ, з 1792 по 1802 рік, входило в Акмечетський повіт Новоросійської губернії. За новим адміністративним поділом, після створення  8 (20) жовтня 1802 Таврійської губернії, Ташли-Даір був включений до складу Кокчора-Кіятської волості Перекопського повіту.